# Serial Mom
Serial Mom (bra: Mamãe É de Morte; prt: Mãe-Galinha) é um filme americano de 1994, dos gêneros comédia de humor negro e suspense, escrito e dirigido por John Waters.
Estrelado por Kathleen Turner como o personagem-título, o filme foi exibido em seção paralela no Festival de Cannes de 1994.

## Sinopse
Beverly, Eugene e seus dois filhos formam uma família aparentemente feliz e perfeita, até que aparecem cadáveres na vizinhança, justamente quando Beverly começa a mostrar sua verdadeira face.